# Hearts of the West (film fra 1925)
Hearts of the West er en amerikansk stumfilm fra 1925 af Ward Laschelle Productions.

## Medvirkende
- Lester Cuneo
- Annabelle Lee
- Charles King[1]